# Jesús Savigne Savigne
Jesús Savigne Savigne   (l'Havana, 15 d'octubre de 1952) és un jugador de voleibol cubà, ja retirat, que va competir durant la 1970.
El 1976 va prendre part en els Jocs Olímpics d'Estiu de Mont-real, on va guanyar la medalla de bronze en la competició de voleibol.
En el seu palmarès també destaca una medalla de bronze al Campionat del Món de voleibol de 1978, una medalla d'or als Jocs Panamericans de 1975 i una d'or als Jocs Centreamericans i del Carib de 1978.